# HD 75630
HD 75630，又名CD-39 4838，SAO 220531、HR 3514，是一颗恒星，视星等为5.48，位于銀經261.34，銀緯2.27，其B1900.0坐标为赤經8h 45m 55.7s，赤緯-39° 2.27′ 52″。